# كأس آسيا 1968
أقيمت نهائيات كأس آسيا 1968 في إيران في الفترة ما بين 10 و19 مايو من عام 1968. جرى التنافس بنظام التجمع بحيث تلتقي الفرق كلها مرة واحدة. شهدت البطولة تتويج المنتخب الإيراني بفوزه في جميع المباريات الأربعة.

## التصفيات
المتأهلين
- إيران (كمستضيفة)
- إسرائيل (كحاملة اللقب)
- بورما (متصدرة المجموعة 1)
- هونغ كونغ (متصدرة المجموعة 2)
- جمهورية الصين (متصدرة المجموعة 3)

## الملاعب
| طهرانكأس آسيا 1968 (Iran) | طهران         |
| ------------------------- | ------------- |
| طهرانكأس آسيا 1968 (Iran) | ملعب أمجدية   |
| طهرانكأس آسيا 1968 (Iran) |               |
| طهرانكأس آسيا 1968 (Iran) | السعة: 30,000 |

## النتائج
| فريق          | لعب | ف | ت | خ | له | عليه | ف.أ | نقاط |
| ------------- | --- | - | - | - | -- | ---- | --- | ---- |
| إيران         | 4   | 4 | 0 | 0 | 11 | 2    | +9  | 8    |
| بورما         | 4   | 2 | 1 | 1 | 5  | 4    | +1  | 5    |
| إسرائيل       | 4   | 2 | 0 | 2 | 11 | 5    | +6  | 4    |
| جمهورية الصين | 4   | 0 | 2 | 2 | 3  | 10   | −7  | 2    |
| هونغ كونغ     | 4   | 0 | 1 | 3 | 2  | 11   | −9  | 1    |

| إيران                  | 2–0 | هونغ كونغ |
| ---------------------- | --- | --------- |
| بهزادي 70' · جباري 88' |     |           |

| جمهورية الصين  | 1–1 | بورما              |
| -------------- | --- | ------------------ |
| ليم لو-شور 63' |     | ماونغ هلا هتاي 13' |

| هونغ كونغ         | 1–6 | إسرائيل                                           |
| ----------------- | --- | ------------------------------------------------- |
| يوان كوان ييك 76' |     | شبيغلر 9'، 53' · شبيغل 52'، 65' · رومانو 61'، 71' |

| إيران                                             | 4–0 | جمهورية الصين |
| ------------------------------------------------- | --- | ------------- |
| بهزادي 31' · كلاني 34' · افتخاري 51' · فرزامي 56' |     |               |

| بورما           | 1–0 | إسرائيل |
| --------------- | --- | ------- |
| سوك باهادور 42' |     |         |

| هونغ كونغ     | 1–1 | جمهورية الصين |
| ------------- | --- | ------------- |
| لي كووك كيونغ |     | لو كووك-تاي   |

| بورما       | 1–3 | إيران                               |
| ----------- | --- | ----------------------------------- |
| أونغ كي 50' |     | كلاني 2' · افتخاري 60' · بهزادي 71' |

| إسرائيل                                  | 4–1 | جمهورية الصين     |
| ---------------------------------------- | --- | ----------------- |
| رومانو 2'، 60' · روزنتال 70' · شبيغل 76' |     | لي هوان-وين 45+1' |

| بورما | 2–0 | هونغ كونغ |
| ----- | --- | --------- |
|       |     |           |

| إيران                      | 2–1 | إسرائيل   |
| -------------------------- | --- | --------- |
| بهزادي 75' · قليتشخاني 86' |     | شبيغل 56' |

## الفائز
| بطل كأس آسيا 1968   |
| ------------------- |
| · إيران · للمرة أول |

## مسجلي الأهداف
سجل 32 هدفاً عن طريق 19 أو 20 لاعب مختلف.
4 أهداف
- همايون بهزادي
- غيورا شبيغل
- موشيه رومانو

هدفين
- أكبر افتخاري
- حسين كلاني
- مردخاي شبيغلر

هدف
| - أونغ كي - ماونغ هلا هتاي - سوك باهادور | - علي جباري - غلام حسين فرزامي - برويز قليغتشخاني - شموئيل روزنتال - لي كووك كيونغ | - يوان كوان ييك - ليم لو-شور - لي هوان-وين - لو كووك-تاي |

## روابط خارجية
- Garin, Erik; Jovanovic, Bojan; Panahi, Majeed; Veroeveren, Pieter. «كأس أمم آسيا 1968». RSSSF.
- تقرير الاتحاد الآسيوي لكرة القدم عن كأس آسيا 1968